# Sikapak Timur
Sikapak Timur is een bestuurslaag in het regentschap Pariaman van de provincie West-Sumatra, Indonesië. Sikapak Timur telt 902 inwoners (volkstelling 2010).